# Microrégion de Jaguarão
La microrégion de Caxias do Sul est une des microrégions du Rio Grande do Sul appartenant à la mésorégion du Sud-Est du Rio Grande do Sul. Elle est formée par l'association de trois municipalités. Elle recouvre une aire de 6 331,282 km2 pour une population de 58 854 habitants (IBGE - 2005). Sa densité est de 9,3 hab./km2. Son IDH est de 0,761 (PNUD/2000). Elle fait frontière avec l'Uruguay, par son département de Cerro Largo, et est bordée par la Lagoa Mirim.

## Municipalités[1]
- Arroio Grande
- Herval
- Jaguarão
- Pedras Altas

## Microrégions limitrophes
- Serras du Sud-Est
- Littoral lagunaire
- Pelotas
- Campanha Méridionale